# Károly Ferenczy
Károly Ferenczy (Wenen, 8 februari 1862 – Boedapest, 18 maart 1917) was een Hongaars kunstschilder. Hij wordt hoofdzakelijk gerekend tot het impressionisme. Hij was een van de leidende figuren in het begin van de kunstenaarskolonie van Nagybánya.

## Leven en werk
Ferenczy studeerde aanvankelijk rechten en landbouwkunde, maar zijn belangstelling ging al snel uit naar de schilderkunst. Hij nam tekenlessen en vervolgde zijn studies in 1886 te Napels en Rome. Van 1887 tot 1889 verbleef hij te Parijs, waar hij studeerde onder Jules Bastien-Lepage. In de periode van 1890 tot 1892 schilderde hij te Szentendre aan de Donau naturalistische landschappen. Van 1893 tot 1896 studeerde hij aan de Kunstacademie te München onder Johann Caspar Herterich. In die tijd schakelde hij geleidelijk over naar het impressionisme.
Van 1896 tot 1905 was Ferenczy de leidende figuur van de impressionistisch georiënteerde kunstenaarskolonie te Nagybánya. Hij exposeerde met veel succes in München en Berlijn. Zijn latere werk heeft ook wel kenmerken van het postimpressionisme en het symbolisme, met veel aandacht voor de effecten van het zonlicht. 
Hij schilderde vooral genrewerken, een tijd lang ook veel Bijbelse taferelen, maar ook portretten en menselijke figuren, vaak naakten, waarbij hij zijn homoseksuele geaardheid niet altijd verbloemde.

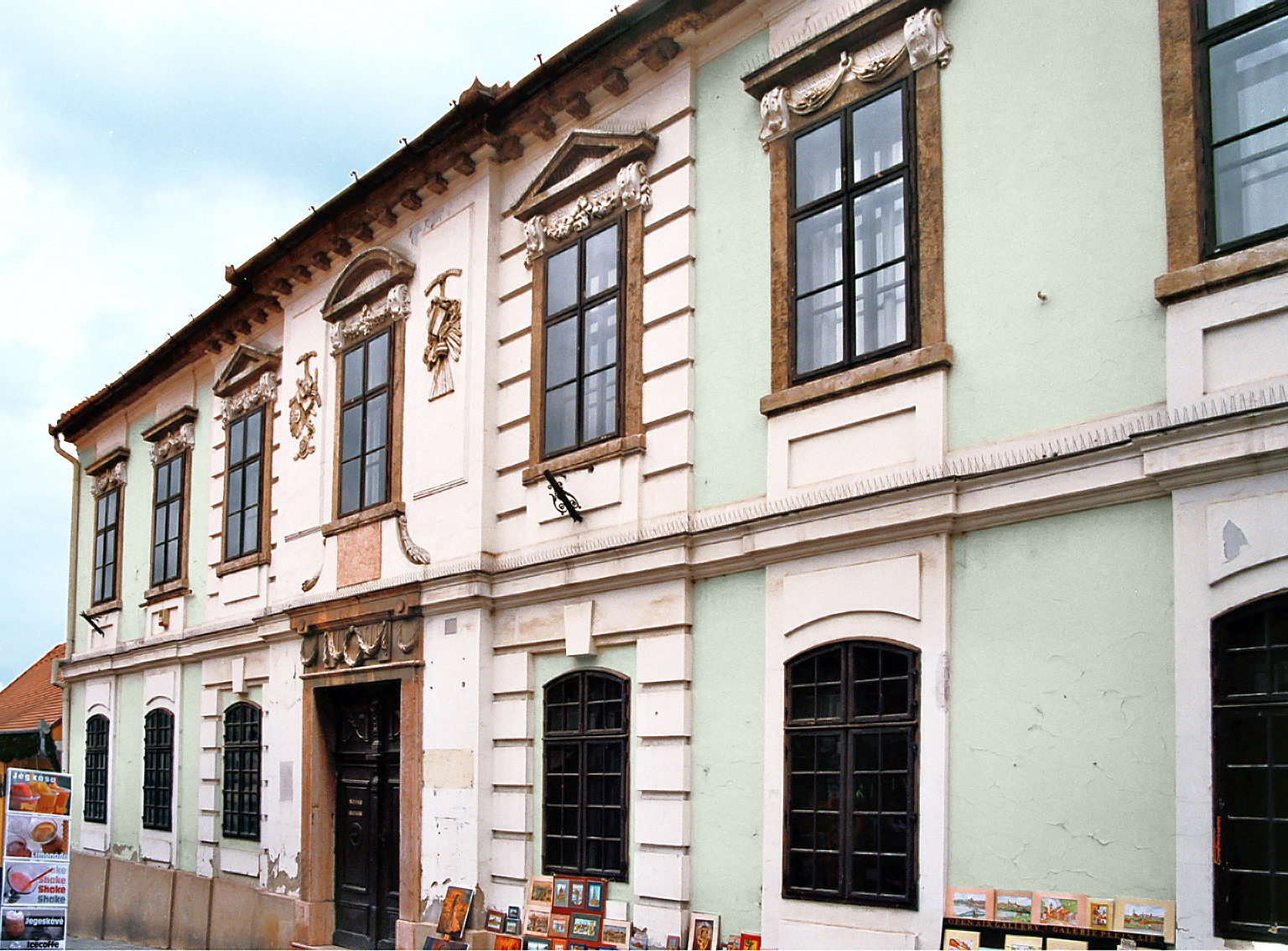
Het voormalige Ferenczy Károly Múzeum.

Ferenczy overleed in 1917, op 55-jarige leeftijd. In Szentendre bevindt zich sinds 1951 een Ferenczy-museum.

Galerij met werken van Károly Ferenczy
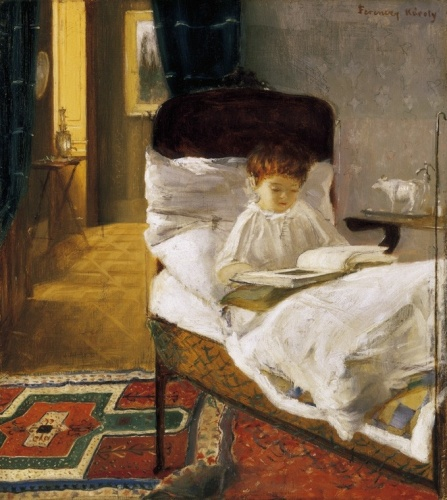
Een mooi boek (1888)
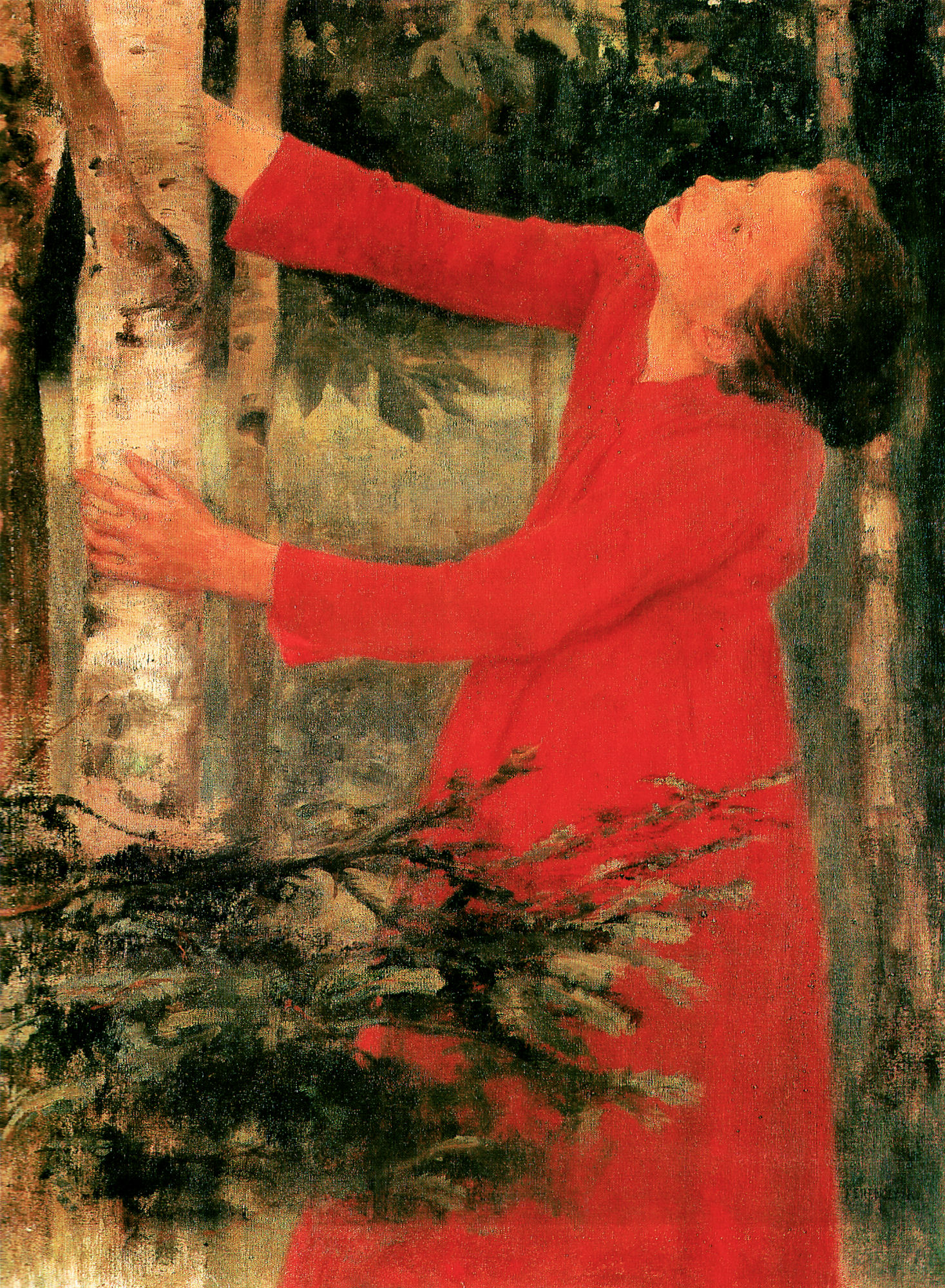
Vogelzang (1893)
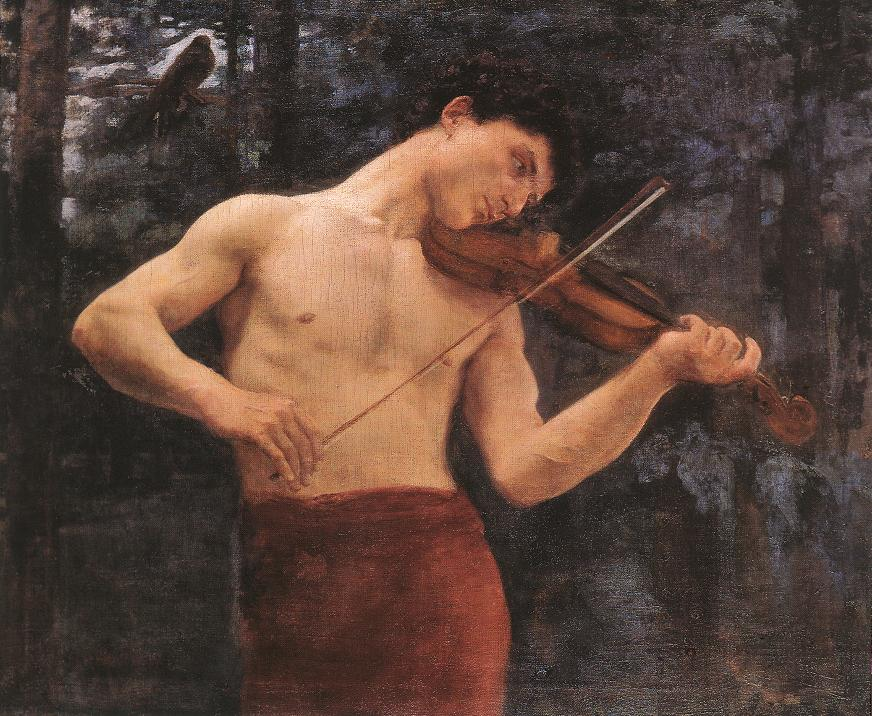
Orpheus (1894)
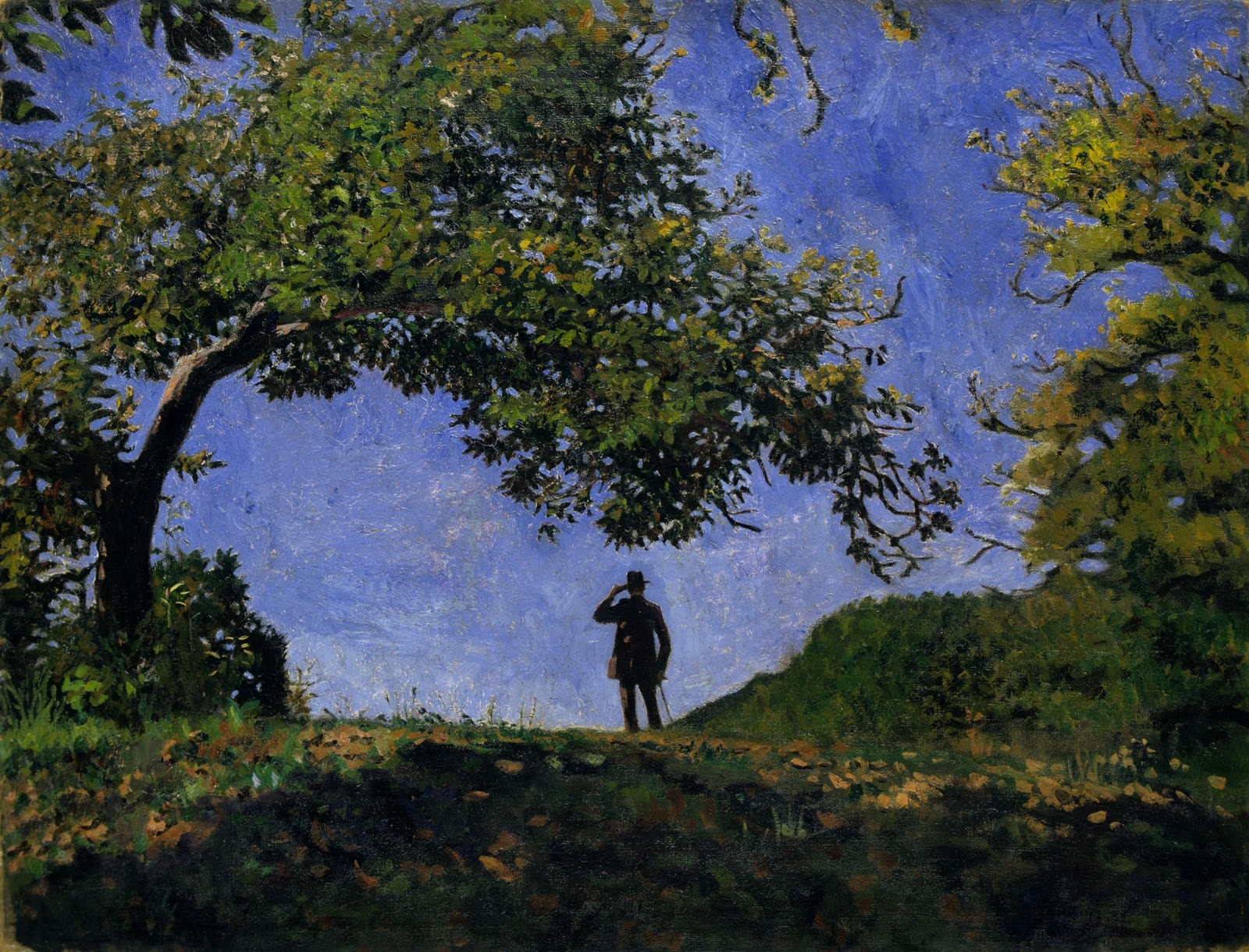
Op de heuveltop (1901)

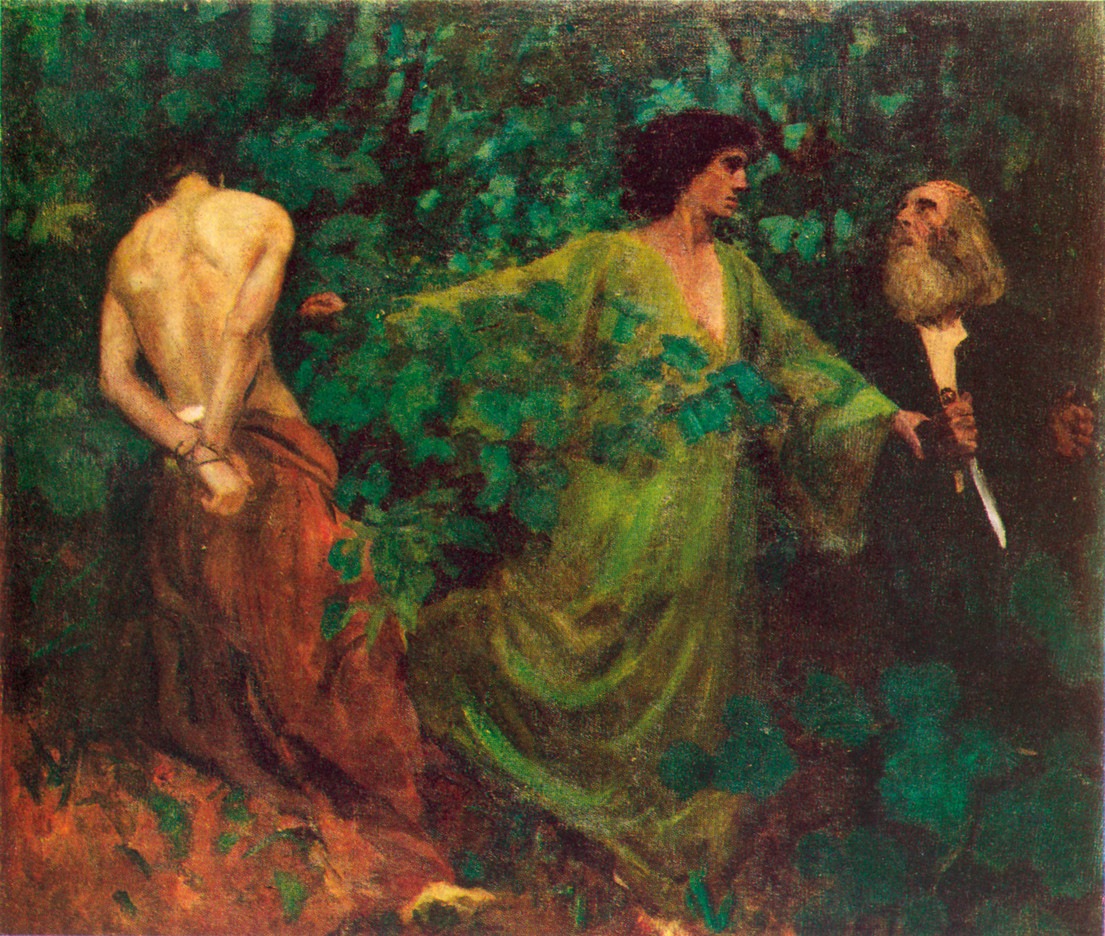
Abraham beveelt Sara Izaak los te laten( 1901)
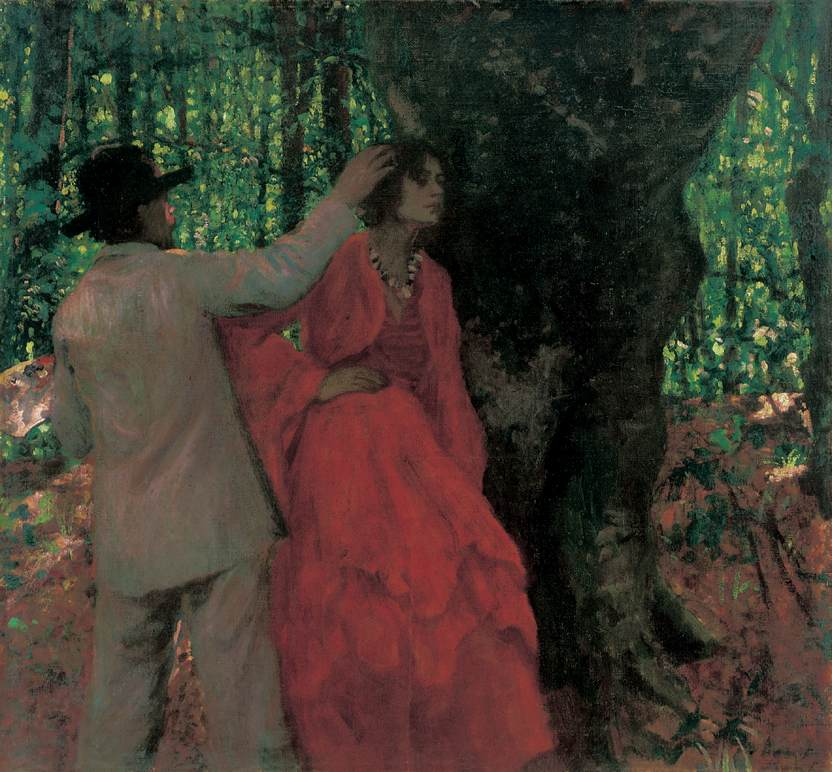
Schilder met model in de bossen (1901)
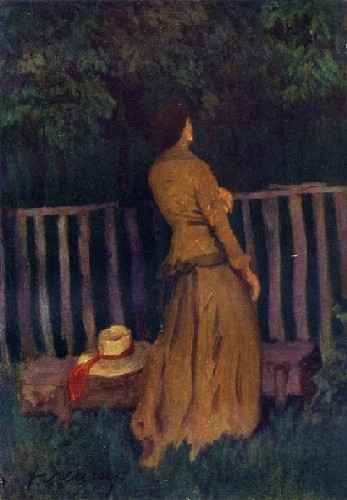
Contemplatie (1902)
Oktober (1903)

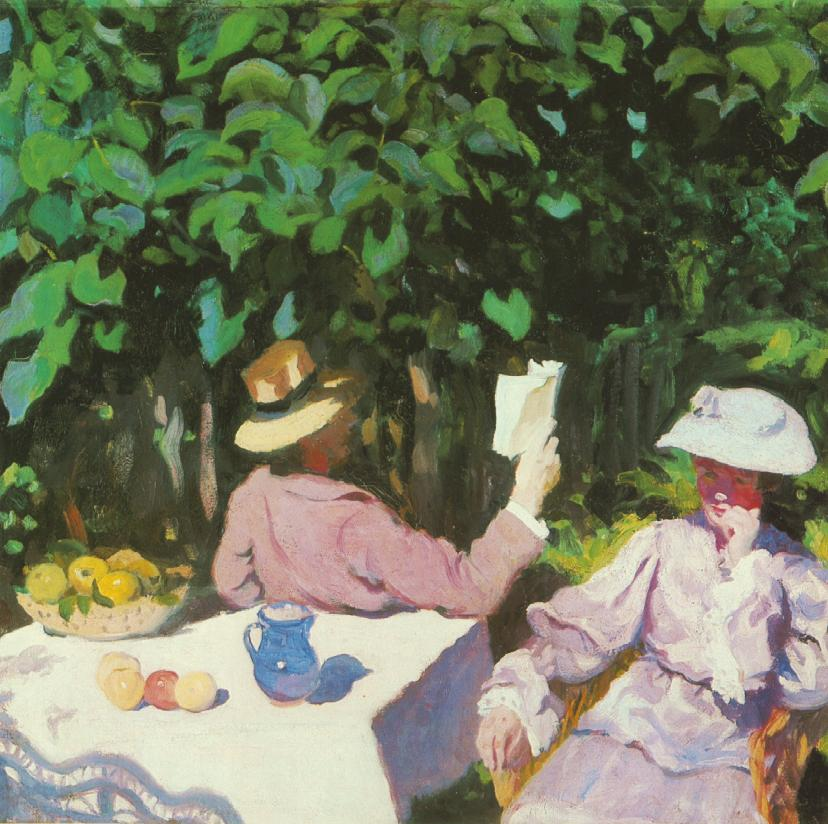
Zonneschijn in de ochtend (1905)
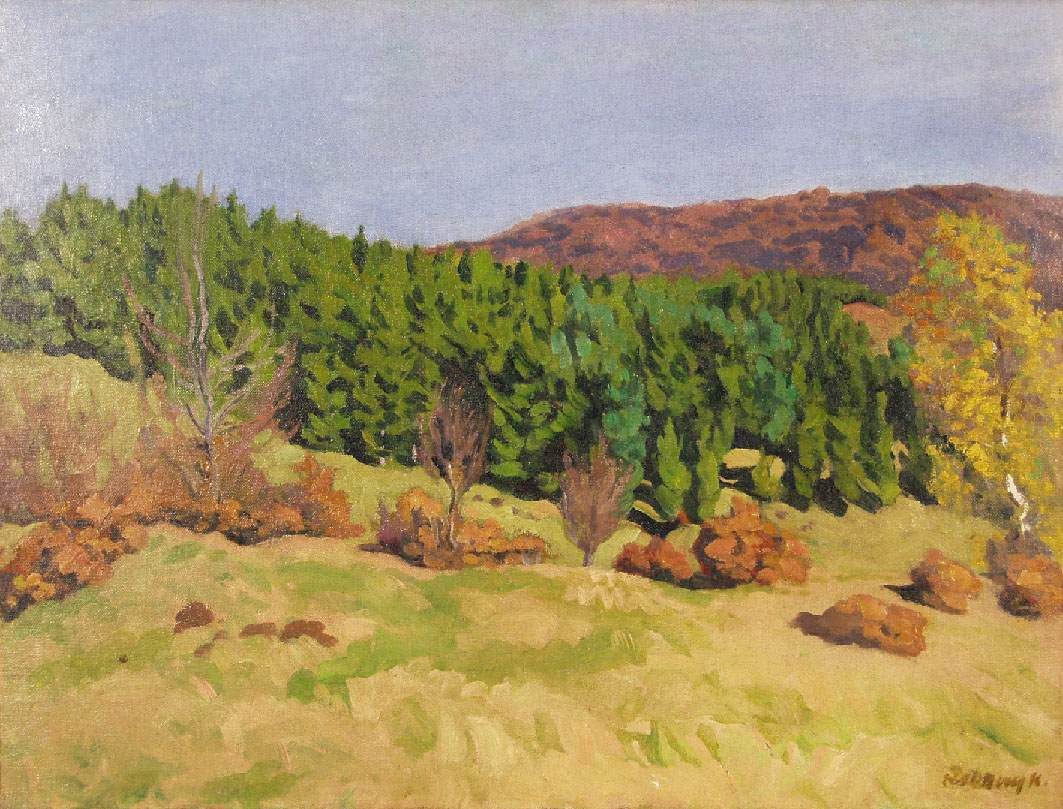
Izvora in de herfst (1909)
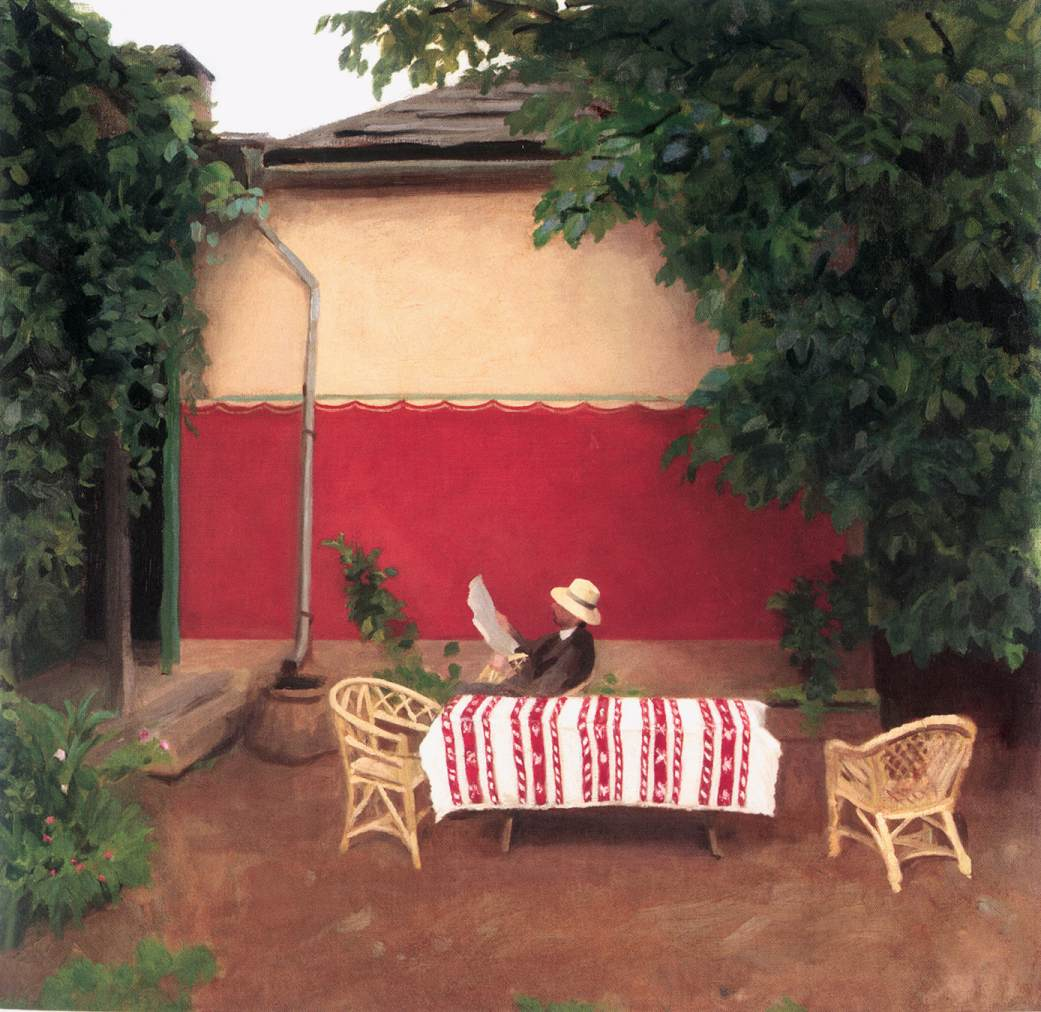
Rode muur (1910)
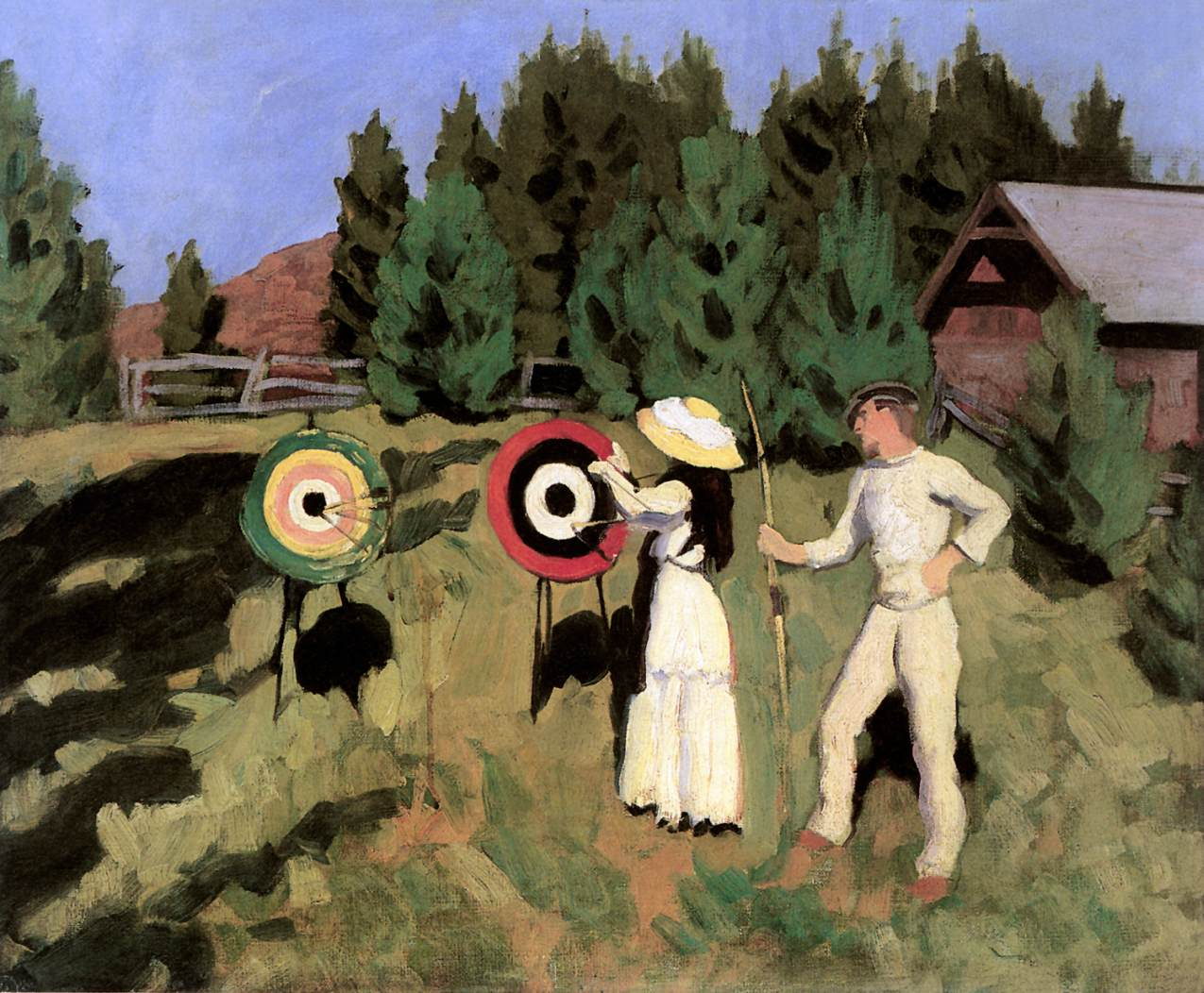
Boogschutters (1911)

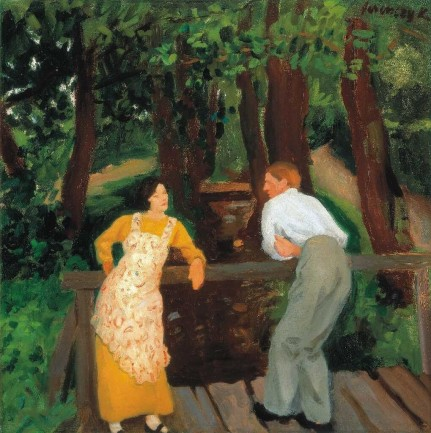
Conversatie (ca. 1912)
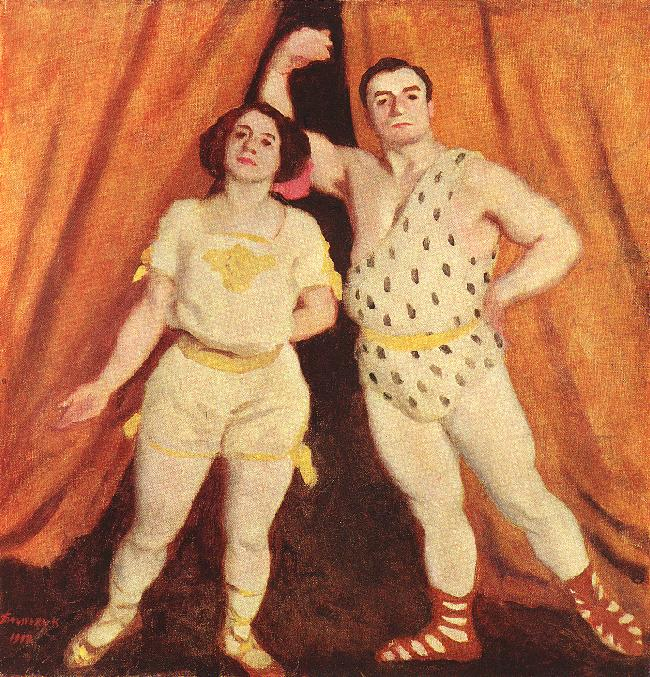
Acrobaten (1912)
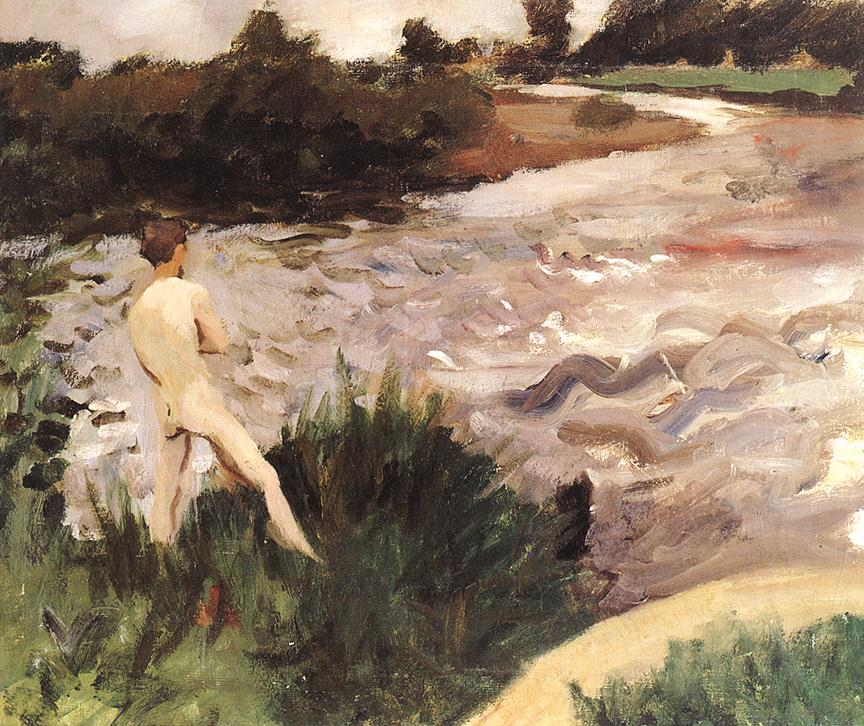
Somber landschap met bader (1913)
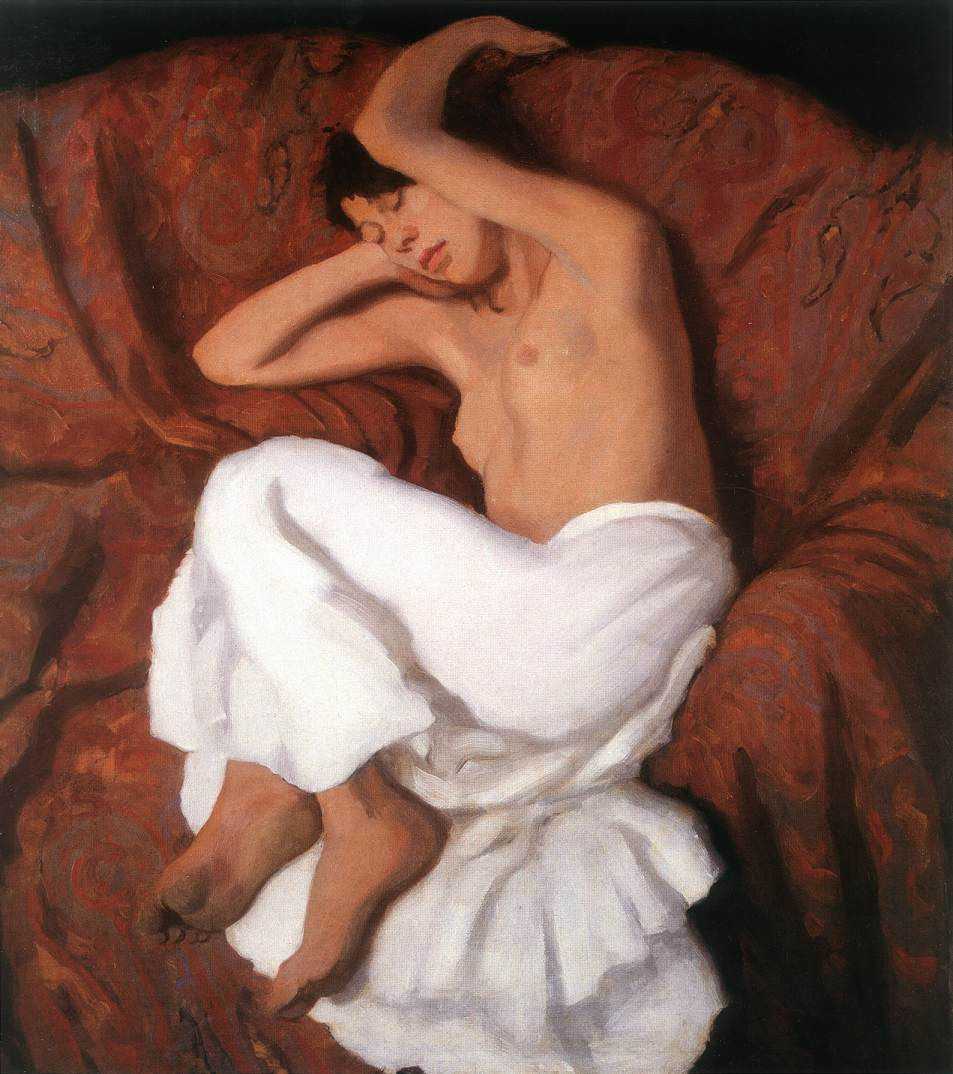
Slapend zigeunermeisje (1915)